# Ryota Hama
Ryota Hama (浜亮太, Hama Ryota) (né le 21 novembre 1979 à Ibaraki, Préfecture d'Osaka) est un sumotori et catcheur japonais. En tant que catcheur il est connu pour son travail à la All Japan Pro Wrestling où de 2008 à 2013 il a remporté à deux reprises le championnat par équipes All Asia avec Akebono ainsi que le championnat championnat poids-lourds Triple Crown.

## Carrière de sumo
Hama débute comme sumotori en 1995, il change de nom de ring pour celui d'Hokutoarashi Ryota en novembre 1997. Il arrête sa carrière en décembre 2008 à la suite de multiples blessures, il a alors le rang de makushita.

## Carrière de catcheur

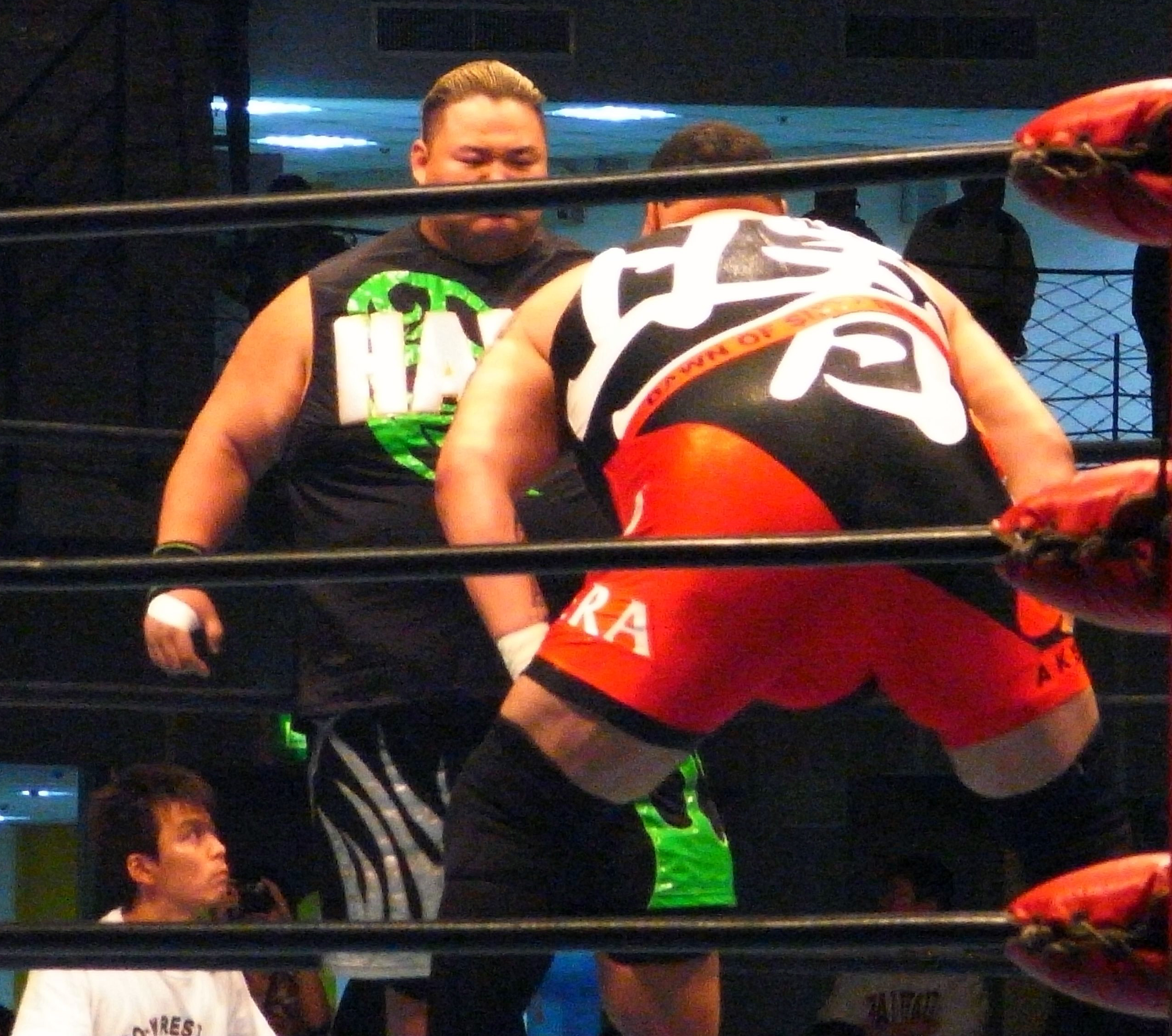
Ryota Hama.

### All Japan Pro Wrestling (2008-2013)
Après avoir arrêté sa carrière de sumotori, Hama s'entraîne auprès de Kaz Hayashi et Kohei Suwama. Il fait ses débuts le 3 novembre 2008 à Pro Wrestling Love in Ryogoku Vol. 6 où il perd face à l'ancien yokozuna Akebono.
En 2009, il fait équipe avec Akebono avec qui il forme Super Megaton Ohzumo Powers (SMOP) et ils remportent le 23 septembre le championnat par équipe All Asia face à Minoru Suzuki et NOSAWA Rongai. Ils participent ensemble à la Real World Tag League fin novembre où ils remportent quatre matchs,. En fin d'année, Hama reçoit le titre de débutant de l'année et d'équipe de l'année avec Akebono par le magazine Tokyo Sports.
Alors qu'il est champion par équipe All Asia avec Akebono, il remporte le championnat poids-lourds Triple Crown de l'AJPW après sa victoire sur Satoshi Kojima le 21 mars 2010 remportant ainsi ce titre majeur 18 mois après ses débuts,. En avril, il participe au tournoi Champion Carnival où il ne remporte que deux matchs en phases de groupe et ne qualifie pas pour les demi-finales. Le 29 avril, Hama et Akebono perdent leur titre de champion par équipe All Asia après leur défaite face à Big Daddy Voodoo et TARU (en). Le 2 mai, c'est son titre de champion poids-lourds Triple Crown qu'il perd face à Minoru Suzuki. Le 4 juillet, il tente avec Suwama de remporter le titre de champion du monde par équipe AJPW mais ils perdent face à Akebono et Taiyō Kea. Fin novembre, Hama et Suwama font à nouveau équipe durant le tournoi Real World Tag League où ils se hissent en finale qu'ils perdent le 7 décembre face à KENSO et KONO. Cinq jours après cette défaite, Hama et Small Riki Chōshū (un catcheur qui parodie Riki Chōshū) deviennent champion par équipe F-1 après leur victoire sur Kannazaki et Keiji Mutō.
Le 12 juin 2011, il devient avec Akebono challenger pour le championnat du monde par équipe AJPW en battant Taiyo Kea et Takao Omori, cependant ils échouent à remporter le titre alors vacant une semaine plus tard face à Great Muta et KENSO,. Ils font équipe avec Takeshi Morishima et Yutaka Yoshie (en) le 27 août au cours d'All Together (en) (un spectacle regroupant l'All Japan, la New Japan Pro Wrestling et la Pro Wrestling NOAH au profit de la croix rouge japonaise) et remportent leur match face à Wataru Inoue, Yuji Nagata, Hiroyoshi Tenzan et Osamu Nishimura (en). Le 11 décembre, il perd avec Small Riki Chōshū le titre de champion par équipe F-1 face à Manabu Soya et RG (en).
Le 3 janvier 2012, il fait équipe avec Akebono avec qui il perd un match pour le championnat par équipe All Asia de l'AJPW face à Daisuke Sekimoto et Yuji Okabayashi, ils tentent à nouveau leur chance le 11 février toujours sans succès,. Huit jours après ce dernier match au cours d'All Together, il endosse le rôle de Captain All Japan et perd avec Captain New Japan et Captain NOAH un match par équipe face à TenKoji (Hiroyoshi Tenzan et Satoshi Kojima) et Kentaro Shiga (en). La troisième tentative de remporter le championnat par équipe All Asia de Sekimoto et Okabayashi s'avère être la bonne le 1er juillet. Ils défendent leur titre avec succès le 19 août face à KENSO et Masao Inoue avant de rendre le titre le 4 septembre à cause d'une blessure d'Akebono qui doit s'absenter pendant deux mois,. Il participe au tournoi pour désigner le premier champion GARA TV où il se fait éliminer le 8 septembre dès le premier tour par Yasufumi Nakanoue.
En avril 2013, il participe au tournoi Champion Carnival où il ne remporte qu'un seul match en phase de groupe face à Masayuki Kōno le 26 avril. Le 23 juin, Hama et Akebono perdent un match pour le championnat du monde par équipe AJPW face à Gō Shiozaki et Jun Akiyama. Il remporte son dernier match dans cette fédération le 30 juin avec Akebono et Osamu Nishimura face à Koji Kanemoto, Masakatsu Funaki et Masayuki Kōno.

### Wrestle-1 (2013-...)
Le 10 juillet 2013, Keiji Mutō annonce que sa nouvelle fédération prend le nom de Wrestle-1 (W-1) et annonce la signature d'Hama et d'autres catcheurs travaillant auparavant à l'All Japan Pro Wrestling. Il y fait son premier match le 8 septembre au cours de Raising An Army Tour qui est le premier spectacle de cette fédération où avec Yasufumi Nakanoue il perd un match par équipe face à Kohei Sato et Ryouji Sai (en). Le 17 novembre, la W-1 organise un spectacle pour célébrer les cinq ans de carrière d'Hama, il y affronte d'abord Yasufumi Nakanoue mais leur match se termine sans vainqueur à la suite de l'intervention de Desperado (Kazma Sakamoto, Masayuki Kōno et Rene Dupree) ; Nakanoue et Hama font ensuite équipe avec Keiji Mutō avec qui ils arrivent à vaincre Desperado.
La W-1 l'utilise principalement à des fins comiques le 2 mars 2014 au cours d'Outbreak où il bat rapidement Kikutaro (en), un catcheur portant un masque s'inspirant du folklore japonais, dans une parodie de combat de sumo.

## Palmarès
- All Japan Pro Wrestling (AJPW)
  - 1 fois champion poids-lourds Triple Crown de l'AJPW[35]
  - 2 fois champion par équipe All Asia avec Akebono[36]
  - 1 fois F-1 Tag Team Championship avec Koriki Choshu
  - Akiho Yoshizawa Cup (2010) – avec Keiji Mutoh et Masakatsu Funaki

- Big Japan Pro Wrestling (BJW)
  - 1 fois BJW Tag Team Championship avec Hideyoshi Kamitani

## Récompenses des magazines
- Pro Wrestling Illustrated

| Année | 2010 | 2011 | 2012 à 2015 | 2016 | 2017 |
| ----- | ---- | ---- | ----------- | ---- | ---- |
| Rang  | 24   | 125  | Non classé  | 290  | 319  |

- Tokyo Sports
  - Rookie de l'année 2009[8]
  - Meilleure équipe de l'année 2009 avec Akebono[8]